# Лев Вавилону (статуя)

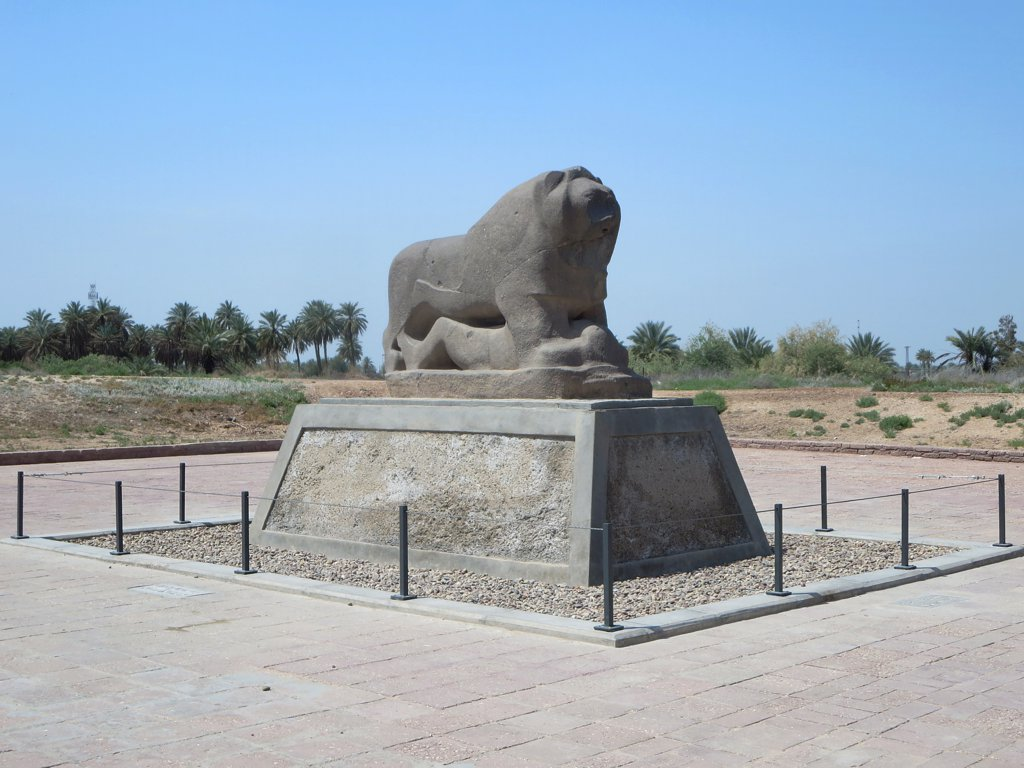
Лев Вавилону

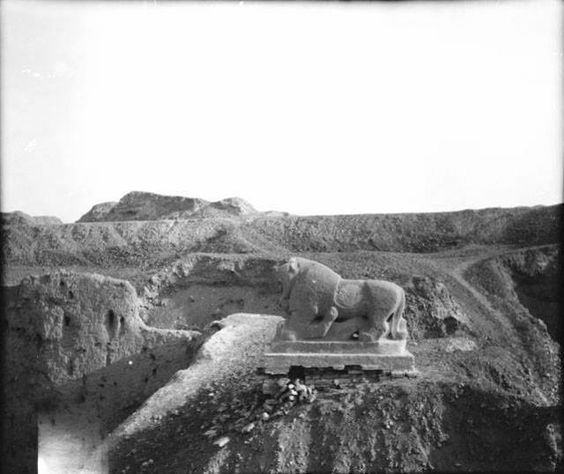
1909

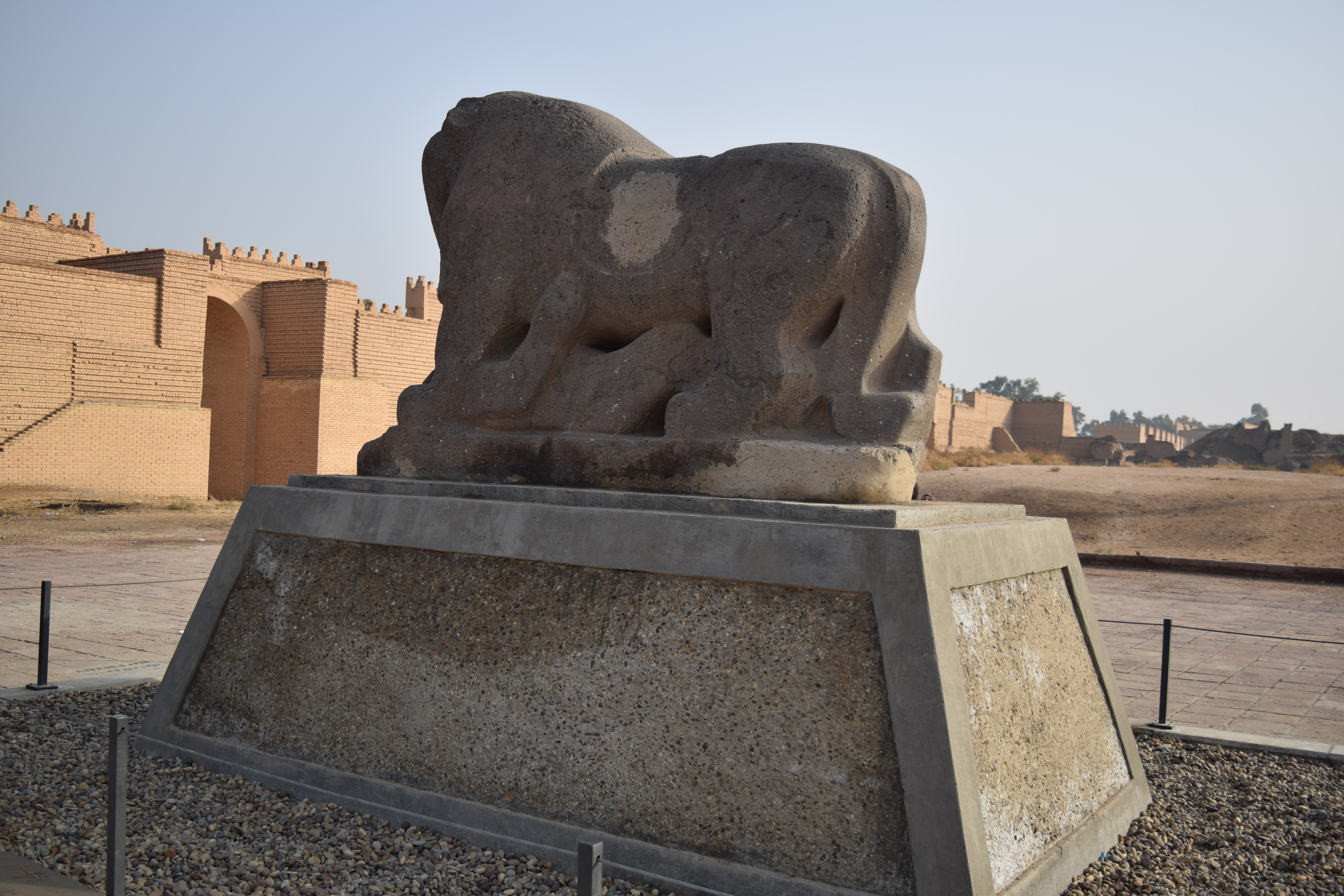
Лев Вавилону з лівого боку [https://artsandculture.google.com/asset/lion-of-babylon-early-1900s/AAFMiRoSEKDTLQ

Лев Вавилону — кам'яна статуя, знайдена в стародавньому місті Вавилон, Ірак.

## Історія
Була відкрита в 1876 німецькою археологічною місією.
Леву Вавилону більше 2600 років. Статую побудував халдейський вавилонський цар Навуходоносор II (605 - 562 рр. до н. е.).
Статуя зазнавала пошкодження впродовж багатьох років через відсутність захисту довколо неї, підняття на неї туристів, які залишали там твої сліди. Також впливали природні чинники, такі як ерозія.
У 2013 Світовий фонд пам'яток співпрацював із Державним комітетом зі старожитностей Іраку, лева очистили та частково відновили, підставку статуї замінили та додали захисний бар'єр.

## Опис
Статуя зроблена з чорного базальтового каменю; вона зображує азійського лева, що стоїть над людиною. 
Довжина статуї становить 2,6 метра, а платформа, на якій вона стоїть, — один метр. Лев важить близько 7000 кг.
Висота статуї становить 11,95 метра.

## Символізм
Лев Вавилону — історична тема регіону. Статуя вважається одним з найважливіших символів Вавилону зокрема та Месопотамського мистецтва загалом.
На даний момент статуя вважається національним символом Іраку. Її використовували у своїй символіці кілька іракських установ, таких як Іракська футбольна асоціація .
Статуя мала налякати ворогів, бо показує лева, що топче людину.
Він представляв Іштар, богиню родючості, любові та війни. На спині лева є зображення місця, де повинна стояти Іштар.